# Asile colis
 (août 2021).
Si vous disposez d'ouvrages ou d'articles de référence ou si vous connaissez des sites web de qualité traitant du thème abordé ici, merci de compléter l'article en donnant les références utiles à sa vérifiabilité et en les liant à la section « Notes et références ».
L'asile colis, également appelé asilage, est une technique de marketing direct issue du retail media. Cette technique peut se comparer à l'emailing ou encore au courrier adressé.
Le principe consiste à insérer dans un colis des e-commerçants une expérience publicitaire qui peut être un document, un coupon de réduction, un catalogue ou encore un échantillon en provenance d’une autre société non concurrente.
Très répandue depuis plusieurs années parmi les acteurs historiques de la vente à distance (VPCistes), cette technique connait un regain d'intérêt depuis le développement massif du e-commerce.
Pour les annonceurs cette méthode permet de toucher directement les consommateurs avec un message publicitaire affinitaire et ciblé en fonction de l'acte d'achat, tout en offrant une expérience de marque personnalisée. 
Certaines études scientifiques (notamment les expériences menées par Millward Brown en 2009 pour The UK’s Royal Mail), ont démontré que 'le taux de mémorisation des publicités insérées dans les colis est supérieur à celui des autres formats publicitaires en ligne, tels que les bannières ou l’achat de mots clés. L’étude démontre également que les consommateurs sont plus réceptifs aux offres qui leur sont physiquement proposées.
Pour les e-commerçants, l’asile colis est une offre qu'ils proposent en complément de leur activité et qui leur permet de générer du chiffre d'affaires supplémentaire. 

## Le marché de l'asile-colis

### La taille du marché
Selon la FEVAD, le marché du e-commerce (produits et services) atteint 146,9 milliards d'euros en 2022, en hausse de 13,8% sur un an. Après l'exceptionnelle croissance due à la période pandémique de la COVID-19, les ventes de produits sur internet sont, en 2022, en recul de 7% par rapport à 2021. Le secteur des services est en hausse de 36% par rapport à 2021. 
Dans le même temps et selon l’ARCEP, en 2021, les services postaux représentaient 9,7 milliards d’objets adressés en France et à l’étranger (plis, colis, presse par circuit postal).
La croissance du nombre de colis distribués en France et exportés (colis ordinaires, colis express et petits paquets) s’intensifie ainsi encore en 2021. Le volume de colis s’élève ainsi à 1,7 milliard, soit une croissance supérieure à celle de 2020 (+14,9 % en un an en 2021 contre +12,4 % un an auparavant).[réf. nécessaire]

### Prévisions pour les années à venir
Très largement porté par la croissance du e-commerce, le marché du colis et donc de l’asile colis ne cesse de croître. 
Cette tendance semble se confirmer pour les années à venir. Selon une étude XERFI, les prévisions sont de 2 milliards de colis en France et 25 milliards de colis en Europe d’ici 2025.

## Les acteurs de l'asile colis

### Les annonceurs
Le taux de pénétration de l’e-commerce en France est tel (76% des personnes ont fait des achats en ligne au cours des 12 derniers mois en France en  2020) qu'il est possible pour les annonceurs de toucher toutes les typologies d'audiences cibles et toutes les catégories socioprofessionnelles qui définissent les consommateurs. 

### Les distributeurs
Les distributeurs sont des e-commerçants de tout type, qu’ils soient distributeurs généralistes ou spécialistes. 
Ceux-ci acceptent les campagnes proposées et délivrent les supports publicitaires dans leurs colis. En contrepartie, ils perçoivent une rémunération de la part de l’annonceur. Ils s’engagent alors sur un volume de colis et d’insertion à délivrer pour le compte de l’annonceur. 
En complément, certains distributeurs voient dans l'asile colis une manière de récompenser leurs clients avec des offres exclusives venant de partenaires sélectionnés. Ils s'inspirent en cela de modèle de programme de fidélité tel que celui de American Express.  

### Les opérateurs
Les opérateurs d’asile colis assurent de la mise en relation entre les annonceurs et les distributeurs. Ils agissent également comme tiers de confiance et conseillent les marques pour établir leur plan de campagne en asile colis.  
Des acteurs historiques, tels que l'entreprise Récence depuis plus de 30 ans, ou encore ITL opèrent comme des brokers d’asile colis.  
Des acteurs ont fait leur apparition dont notamment Getinside qui se positionne comme une plateforme d’asile colis.  

## Performances de l'asile colis

### Retour sur investissement
Le retour sur investissement d’une campagne d’asile colis est à évaluer selon les objectifs de campagne de l’annonceur (objectif de notoriété, d'acquisition clients ou encore de ventes). Des indicateurs clés tels que le coût par colis, le taux de délivrabilité, le taux de scan d'un QR code ou encore le taux de conversion permettent de suivre et de comparer les objectivement les performances d'une campagne.
- Le coût par colis : Une opération d'asile-colis est moins chère qu'un mailing traditionnel. Une fourchette de prix pour un colis peut être déterminée entre 0,05 et 0,50 Euros HT. Ce prix varie en fonction de la typologie de l'audience, du caractère exclusif ou non ou encore de la temporalité.
- Le taux de délivrabilité : On dit d'un email qu'il est délivré lorsque celui-ci arrive dans la boite de réception du destinataire, qu'elle soit principale ou secondaire. Cela signifie que l'e-mailing est adressée à une bonne adresse e-mail et a passé les divers filtres existants notamment pour les spams. Dans le cas de l'asile colis celui-ci est de 100% (les adresses de livraison renseignées par les consommateurs sont correctes, l'ensemble des colis sont ouverts et leurs contenus pris en main par le consommateur).

En ce qui concerne le taux de retour, celui-ci peut être suivi selon deux indicateurs clés. 
- Le taux de scan : L'usage du QR code c'est démocratisé auprès des consommateurs. Certains opérateurs d'asile colis tels que getinside en France, propose de suivre en temps réel le taux de scan des QR Code imprimés sur les éléments publicitaires distribués. Selon les études de cas partagées par la startup ce taux varie 3,5 et 8%.
- Le taux de conversion : Les éléments publicitaires distribués intègrent des offres qui sont à activer par le consommateur à l'aide d'un code unique. L'activation effective de ce code constitue une action qui est traçable par l'annonceur. Les taux de conversion sont variables, dépendent du ciblage initial mais également de l'attractivité de l'offre proposée aux consommateurs. Ce taux peut atteindre les 15%.

### Impact environnemental et sociétal
Même si l'asile colis valorise un colis qui aurait été envoyé, l'ajout d'une expérience publicitaire dans un colis a un impact environnemental. Celui-ci est notamment lié à la production et au routage de cet élément supplémentaire pour qu'il soit ajouté à l'intérieur d'un colis. 
Afin de limiter cet impact, certains acteurs font imprimer les éléments publicitaires sur des papiers FSC ou sur du papier entièrement recyclé. L'impression peut-être également réalisée par des imprimeurs certifiés Imprim'vert respectant des critères d'eco-responsabilité. 
L'asile colis valorise également un inventaire d'e-commerçants localisés en France. Leurs activités génèrent contribuent au modèle social par le paiement de taxes et impôts divers à contrario des GAFA. 
Certains acteurs se sont engagés dans une démarche visant à prendre en compte ses externalités dans leur modèle d'affaires. C'est le cas de getinside qui est certifié B Corp Pending.

### Expérience client
Les distributeurs font bénéficier leurs clients d'offres privilégiées. Ciblées et affinitaires, ces supports sont perçus comme une valeur ajoutée et non comme un spam ou une publicité quelconque par le consommateur. 
Ces supports étant physiques ils sont également conservés ou partagés par les consommateurs jusqu'à leurs activations. 

### Faiblesses
L'asile colis nécessite un délai de mise en œuvre. Celui-ci est de 2 à 3 semaines minimum. 
Le délai de retour d'une campagne est également conséquent. Celui-ci doit intégrer les capacités des distributeurs à délivrer les colis, le temps de transport mais également de réception par le consommateur. Il s'agit d'une technique de marketing direct qui nécessite donc une certaine anticipation par les annonceurs.